# Cláudia de Valois
Cláudia de França ou Cláudia de Valois (em francês: Claude de France; Fontainebleau, 12 de novembro de 1547 - Nancy, 21 de fevereiro de 1575), foi uma filha da França e, por casamento, duquesa da Lorena.  Seus pais foram Henrique II de França e Catarina de Médici.

## Biografia
Cláudia nasceu em Fontainebleau, mas como se acreditava ter sido concebida no Castelo d'Anet, foi apelidada de "Mademoiselle d'Anet" na corte, apelido que desagradou sua mãe.
Cláudia foi criada ao lado de sua irmã Isabel e sua futura cunhada, Maria da Escócia. Os filhos reais foram criados sob a supervisão do governador e governanta dos filhos reais, Jean d'Humières e sua esposa Françoise d'Humières, sob as ordens de Diana de Poitiers.
Cláudia foi vítima das características doentias que Catarina parecia transmitir a todos os filhos, com exceção de Margarida, e sofria de uma corcunda e um pé torto, e durante a infância ela era frequentemente vulnerável a várias doenças infantis.
Em 19 de janeiro de 1559, aos 11 anos, casou-se com Carlos III, Duque de Lorena na Catedral de Notre-Dame de Paris. O casamento foi organizado como uma união simbólica de paz entre a França e a Lorena, depois que Carlos III passou a infância como refém na corte real francesa e foi concluído após o Tratado de Cateau-Cambrésis. Cláudia partiu para Lorena como  esposa de Carlos III, no final de 1559, pouco antes da partida de sua irmã Isabel para a Espanha e sua tia Margarida para Saboia.

### Duquesa de Lorena
A relação entre Cláudia e Carlos III foi descrita como feliz. Cláudia era a favorita de sua mãe, que ocasionalmente a visitava em Lorena, visitas descritas como raras ocasiões de reuniões familiares particulares na vida de Catarina de Médici, que gostava de ver seus netos por Cláudia e também gostava muitíssimo  de seu genro Carlos. Catarina de Médici esteve, por exemplo, presente em Bar-le-Duc para o batismo do primogênito de Cláudia, Henrique.
Cláudia participou do casamento entre Henrique de Navarra e sua irmã Margarida de Valois, em Paris, em agosto de 1572. No caminho para lá, ela esteve  doente e foi cuidada por sua mãe em Châlons, razão pela qual Catarina de Médici esteve ausente. A corte real durante o ataque fronteiriço de Jean de Genlis perto da Holanda espanhola em julho, que foi usada pelo almirante Coligny para tentar convencer Carlos IX a declarar guerra à Espanha.
Na noite do massacre, Cláudia foi evidentemente informado de que seria realizado um massacre contra o noivo de sua irmã e seus seguidores, e Margarida de Valois descreveu como Cláudia tinha lágrimas nos olhos e tentou impedi-la de sair do quarto da mãe. Quando Margarida estava prestes a se retirar para o quarto de seu marido, Cláudia pegou o braço de Margarida e implorou para que ela não fosse embora: ela foi contrariada por sua mãe, que advertiu Cláudia a não contar nada a Margarida. Cláudia disse à mãe que não era correto enviar Margarida para ser "sacrificada", pois ela correria o risco de se tornar um alvo, mas Catarina de Médici respondeu a Cláudia que Margarida estaria segura se Deus o desejasse, que suscitaria suspeitas se ela não foi e depois pediu a Margarida para sair, onde Cláudia chorou.
Durante as últimas visitas frequentes à corte francesa, o rei, seu irmão, deu-lhe o presente "dos resgates de Guiena, que vieram dos confiscos que ocorreram ali" e, por sua vez, deu um dos resgates a Jeanne de Dampierre quando perguntado.
Brantôme deu a seguinte descrição dela:
"Em sua beleza, ela se parecia com sua mãe, em seu conhecimento e bondade, com sua tia; e o povo de Lorena a achou sempre amável enquanto ela vivesse, como eu mesmo vi quando fui para aquele país; e depois de sua morte. Eles descobriram muito a dizer sobre ela de fato, com a morte dela, a terra estava cheia de arrependimentos, e o seu marido a lamentou tanto que, embora ele fosse jovem quando viúvo dela, ele não se casaria novamente, dizendo que podia nunca a achou assim, embora ele pudesse fazê-lo, ele se casaria novamente, não sendo desanimado. [...] Em suma, ela era uma verdadeira filha da França, com boa mente e capacidade, o que ela provou destacando sabiamente e habilmente o marido."
Cláudia morreu no parto em 1575, aos 27 anos. Brantôme escreveu que "morreu na cama de criança, pelo apetite de uma velha parteira de Paris, uma bêbada, em quem tinha mais fé do que em qualquer outra".

## Descendência

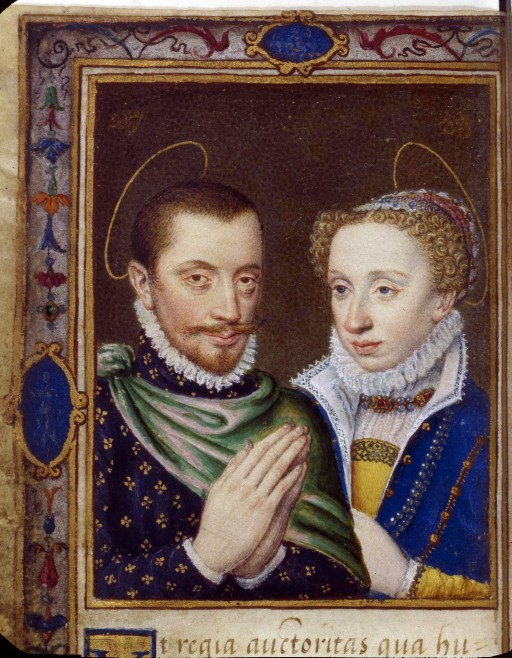
Retrato de casamento de Carlos e Cláudia

De seu casamento com Carlos III da Lorena, nasceram nove filhos:
- Henrique II (1563-1624)[2], duque da Lorena e de Bar;
- Cristina (1565-1637), casou-se em 1589 com Fernando I de Médici, Grão-Duque da Toscana, com descendência;
- Carlos (1567-1607), cardeal da Lorena, Bispo de Metz (1578-1607), depois Bispo de Estrasburgo (1604-07);
- Antonieta (1568-1610), casou-se em 1599 com João Guilherme, duque de Jülich-Cleves-Berg, sem descendência;
- Ana (1569-1576), morreu na infância;
- Francisco II (1572-1632), conde de Vaudémont, depois duque de Lorena e de Bar;
- Catarina (1573-1648), abadessa de Remiremont;
- Isabel (1574-1635), casou-se em 1595 com Maximiliano I, Eleitor da Baviera, sem descendência;
- Cláudia (1575-1576), morreu na infância.